# 台湾莺蛤
台湾莺蛤（学名：Pinctada chemnitzii），又名台灣珠母蛤、花白真珠蛤，是莺蛤科真珠蛤属的一個牡蠣目軟體動物物种。

## 形態特徵
殼呈圓扇形，殼表具放射肋，於放射肋上具鱗片，殼緣為齒狀，殼內面光滑珍珠層發達，其上常常有珍珠結核。

## 分佈
主要分布于中国大陆的浙江魚山、南麂、福建東山、廣東閘坡、烏石、洲島、大亞灣、廣西東興、潿洲島、北海、海南東西及南部沿海
、台湾蘭嶼，常栖息在浅海珊瑚礁、岩石底、潮下带10－64米，以足丝附着于岩石、珊瑚礁或贝壳上。
參考文獻
200008、200054、200065、200107、200123、200142